# Deutsche Fußball-Amateurmeisterschaft 1987
Deutscher Fußball-Amateurmeister 1987 wurde der MSV Duisburg. Im Finale im Duisburger Wedaustadion siegten sie am 21. Juni 1987 mit 4:1 gegen die Amateure des FC Bayern München.

## Teilnehmende Mannschaften
Die Meister der acht Oberliga-Staffeln und der Zweite der Oberliga Nord aus der Saison 1986/87 spielten in einer Aufstiegsrunde die vier Aufsteiger für die 2. Bundesliga aus. Sieben Vizemeister und der Dritte der Oberliga Nord nahmen am Wettbewerb um die deutsche Amateurmeisterschaft teil.
| Mannschaften | Mannschaften                 | Ligen Saison 1986/87       |
|              | 1. SC Göttingen 05           | Oberliga Nord              |
|              | Tennis Borussia Berlin       | Oberliga Berlin            |
|              | Preußen Münster              | Oberliga Westfalen         |
|              | MSV Duisburg                 | Oberliga Nordrhein         |
|              | Eintracht Haiger             | Oberliga Hessen            |
|              | Wormatia Worms               | Oberliga Südwest           |
|              | Offenburger FV               | Oberliga Baden-Württemberg |
|              | FC Bayern München / Amateure | Bayernliga                 |

## 1. Runde
Hinspiele: Sa/So 23./24.05.     Rückspiele: Fr–So 29.–31.05.
|                            | Gesamt |                    | Hinspiel | Rückspiel |
| -------------------------- | ------ | ------------------ | -------- | --------- |
| Offenburger FV             | 6:3    | Wormatia Worms     | 5:2      | 1:1       |
| FC Bayern München Amateure | 5:2    | Preußen Münster    | 3:0      | 2:2       |
| Tennis Borussia Berlin     | 5:4    | 1. SC Göttingen 05 | 2:0      | 3:4       |
| Eintracht Haiger           | 2:3    | MSV Duisburg       | 0:0      | 2:3       |

## Halbfinale
Hinspiele: Sa 06.06.     Rückspiele: Fr/Sa 12./13.06.
|                        | Gesamt |                            | Hinspiel | Rückspiel |
| ---------------------- | ------ | -------------------------- | -------- | --------- |
| Tennis Borussia Berlin | 1:2    | MSV Duisburg               | 0:0      | 1:2       |
| Offenburger FV         | 4:5    | FC Bayern München Amateure | 3:0      | 1:5       |

## Finale
| MSV Duisburg                                                   | MSV Duisburg | FC Bayern München Amateure | FC Bayern München Amateure |
| -------------------------------------------------------------- | --- | --- | -------------------------- |
| MSV Duisburg                                                   | \| Sonntag, 21. Juni 1987 um 15:00 Uhr in Duisburg (Wedaustadion) \| \| Ergebnis: 4:1 (1:0) \| \| Zuschauer: 10.000 \| \| Schiedsrichter: Rainer Jupe (Mühltal) \|                                                           | \| Sonntag, 21. Juni 1987 um 15:00 Uhr in Duisburg (Wedaustadion) \| \| Ergebnis: 4:1 (1:0) \| \| Zuschauer: 10.000 \| \| Schiedsrichter: Rainer Jupe (Mühltal) \|                                                                                        | FC Bayern München Amateure |
| MSV Duisburg                                                   | Heribert Macherey – Patrick Notthoff – Toni Puszamszies, Michael Struckmann – Thomas Strunz, Karl Rohr , Uwe Kober, Frank Ronden, Oswald Semlits – Mike Voßnacke, Michael Tönnies (88. Ralf Zils) Cheftrainer: Detlef Pirsig | Peter Sirch – Uli Bayerschmidt – Andreas Claasen, Udo Bassemir – Alexander Kutschera, Gebhard (46. Günter Haslbeck), Josef Staudner, Hans-Peter Alt, Josef Summerer – Christian Radlmaier (72. Josef Wambach), Bernhard Meisl Cheftrainer: Fritz Bischoff | FC Bayern München Amateure |
| MSV Duisburg                                                   | 1:0 Michael Tönnies (23.) 2:0 Michael Tönnies (47.) 3:1 Uwe Kober (89.) 4:1 Uwe Kober (90., Foulelfmeter) | 2:1 Josef Summerer (73.) | FC Bayern München Amateure |
| MSV Duisburg                                                   | Thomas Strunz | Bernhard Meisl | FC Bayern München Amateure |
| MSV Duisburg                                                   | Zeitstrafe (10min): Uli Bayerschmidt (75.) | | FC Bayern München Amateure |
| Sonntag, 21. Juni 1987 um 15:00 Uhr in Duisburg (Wedaustadion) | | |                            |
| Ergebnis: 4:1 (1:0)                                            | | |                            |
| Zuschauer: 10.000                                              | | |                            |
| Schiedsrichter: Rainer Jupe (Mühltal)                          | | |                            |